# مجسمه چن یی
مجسمه‌ای از چن یی در میدان چن یی ، که در امتداد باند شانگهای چین نصب شده است.